# Narciso G. Reyes

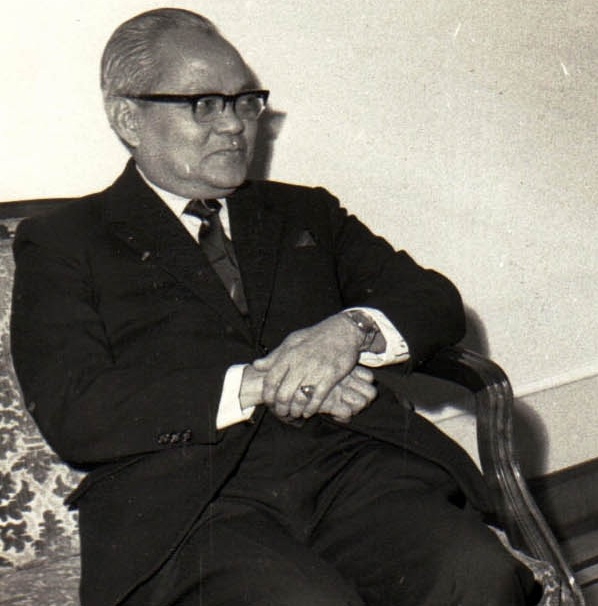
Narciso G. Reyes bei einem Staatsbesuch in Rumänien 1972

Narciso G. Reyes (* 2. Februar 1914 in Tondo; † 7. Mai 1996) war ein philippinischer Diplomat und Schriftsteller. Er war von 1980 bis 1982 Generalsekretär der ASEAN.

## Biografie

### Diplomatische Laufbahn
Nach dem Schulbesuch studierte er an der University of Santo Tomas und schloss dieses Studium 1935 mit einem Bachelor of Arts (A.B.) ab und war im Anschluss von 1935 bis 1937 Lehrer für die englische Sprache an der University of Santo Tomas. Zugleich war er als Journalist tätig und unter anderem von 1935 bis 1941 Assoziierter Herausgeber des Philippine Commonwealth. Später war er von 1939 bis 1941 Mitarbeiter der Fakultät für Tagalog an der Ateneo de Manila University. Nach einer Tätigkeit als Assoziierter Herausgeber der Tageszeitung The Manila Post von 1945 bis 1947 war er bis 1948 Mitglied des Herausgebergremiums der Evening News.
1948 begann er seine Laufbahn im Regierungsdienst und war zunächst bis 1954 Mitglied der Vertretung bei den Vereinten Nationen und dann im Anschluss Direktor der Informationsagentur (Philippine Information Agency). Nach einer Verwendung als Gesandtschaftsrat an der Botschaft in Thailand war er von August 1958 bis März 1962 Botschafter in Birma. Im März 1962 folgte seine Ernennung zum Botschafter in Indonesien.
Danach war er von 1966 bis 1970 Botschafter im Vereinigten Königreich.
Im Anschluss war er Ständiger Vertreter bei den Vereinten Nationen in New York City. Daneben war er nach einer Tätigkeit als Berichterstatter beim Büro der UN-Menschenrechtskommission von 1971 bis 1972 zwischen 1972 und 1974 auch Vorsitzender des Exekutivrates der UNICEF. Nachfolger in diesem Amt wurde Hans Conzett.
Zwischen 1977 und 1982 war er Botschafter in der Volksrepublik China.
Zugleich war er als Nachfolger von Datuk Ali Bin Abdullah vom 1. Juli 1980 bis 1. Juli 1982 zum Generalsekretär der ASEAN. Während seiner Amtszeit wurde im Mai 1981 das Gebäude des ASEAN-Sekretariats in Jakarta eingeweiht.
1987 wurde er zu einem der Most Outstanding Manilans gekürt.

### Schriftstellerische Laufbahn
Bereits vor seiner diplomatischen Laufbahn war Reyes, der auch Mitglied der literarischen Gruppe The Veronicans war, ein bekannter philippinischer Schriftsteller und veröffentlichte mit I, The Father seine erste Kurzgeschichte. Später erschienen As The Tide (1934), April Again (1935), Genesis (1937), Lost Christmas (1937), Trip to Balete (1937), sowie Native Land (1943, Lupang Tinubuan), die von der Kritik gelobt wurden.
Zu seinen bekannteren Veröffentlichungen gehört The Stream: Selected Stories (1973), in der neben I, The Father und The Stream auch die Kurzgeschichten Farmer in the sunset (1934), The long wind und Plighted word enthalten waren. Zu den weiteren Werken gehört auch Rizal, at iba pang mga piling dula (1940).
1984 erhielt er den Panitikan-Literaturpreis von Manila.
Neben Veröffentlichungen zu politischen Themen wie Two Views on Summit Three (1986) erschienen 1995 seine Memoiren unter dem Titel Memories of diplomacy: A life in the Philippine foreign service.

## Werke (Auswahl)
- Rizal, at iba pang mga piling dula. Ang Filipinas, Maynila 1940 (filipino, Eintrag in der philippinischen eLib [abgerufen am 11. Januar 2023]).
- Lupang tinubuan. 1944 (filipino, Eintrag in der philippinischen eLib [abgerufen am 11. Januar 2023]).
- The Stream: Selected Stories. A. S. Florentino, Manila 1973 (englisch, Eintrag in der National Library of Australia [abgerufen am 11. Januar 2023]).
- Memories of diplomacy: A life in the Philippine foreign service. Anvil, Pasig City 1995, ISBN 971-27-0455-6 (englisch, Eintrag in der philippinischen eLib [abgerufen am 11. Januar 2023]).